# Hornsgatspuckeln

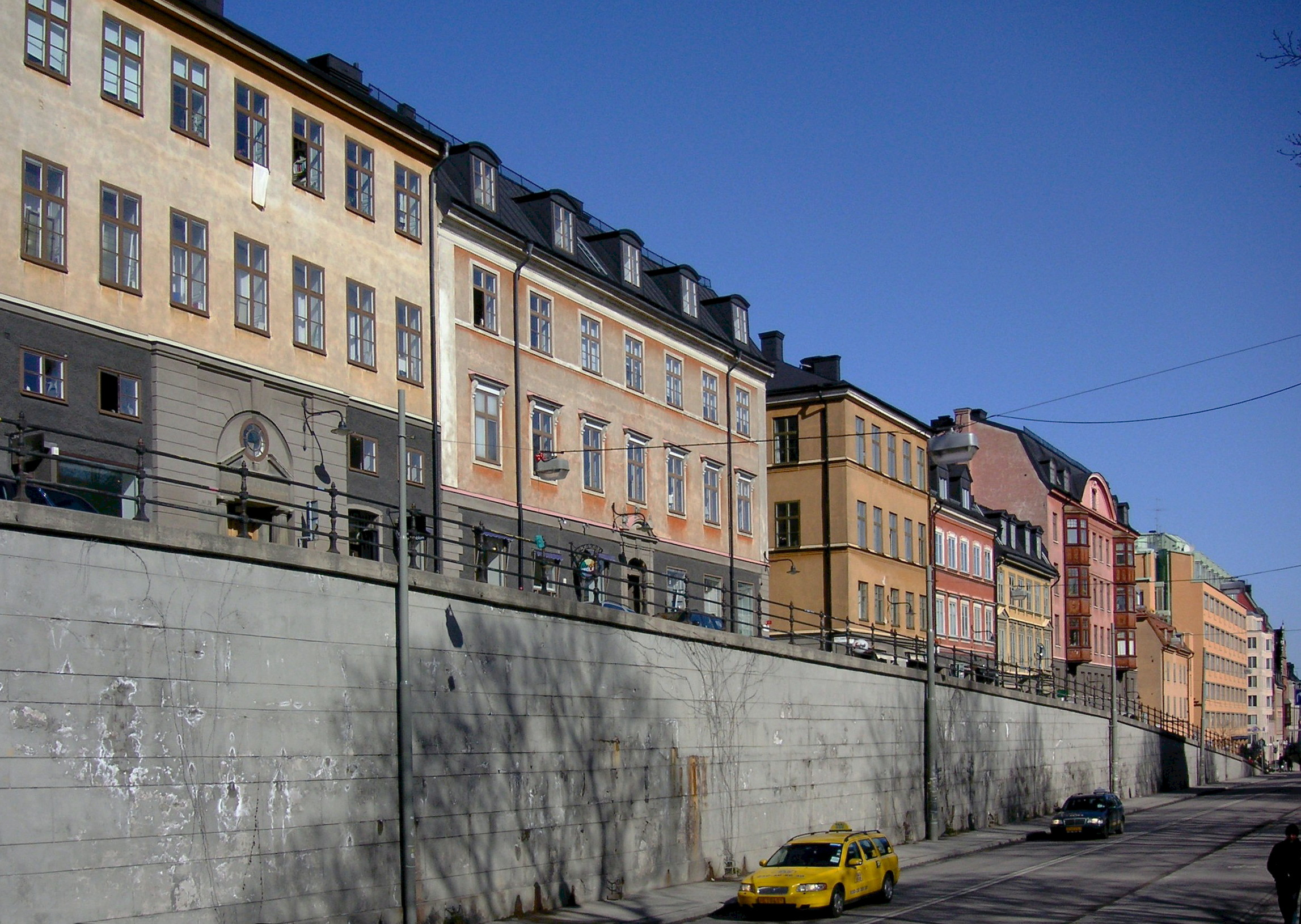
Hornsgatan och Hornsgatspuckeln mars 2008.

Hornsgatspuckeln eller Mariapuckeln är en del av Hornsgatan mittemot Maria Magdalena kyrka på Södermalm i Stockholm. "Puckeln" är en så kallad apparell, en parallellt löpande upphöjning av en del av gatuplanet från gatunivån till en högre nivå. Namnet Hornsgatspuckeln är inte officiellt. Nästan samtliga hus längs puckelns tre kvarter (Ormen mindre, Svalgången och Stenbocken) är blåmärkta av Stadsmuseet i Stockholm vilket innebär att bebyggelsen har "synnerligen höga kulturhistoriska värden" motsvarande byggnadsminne.

## Historik

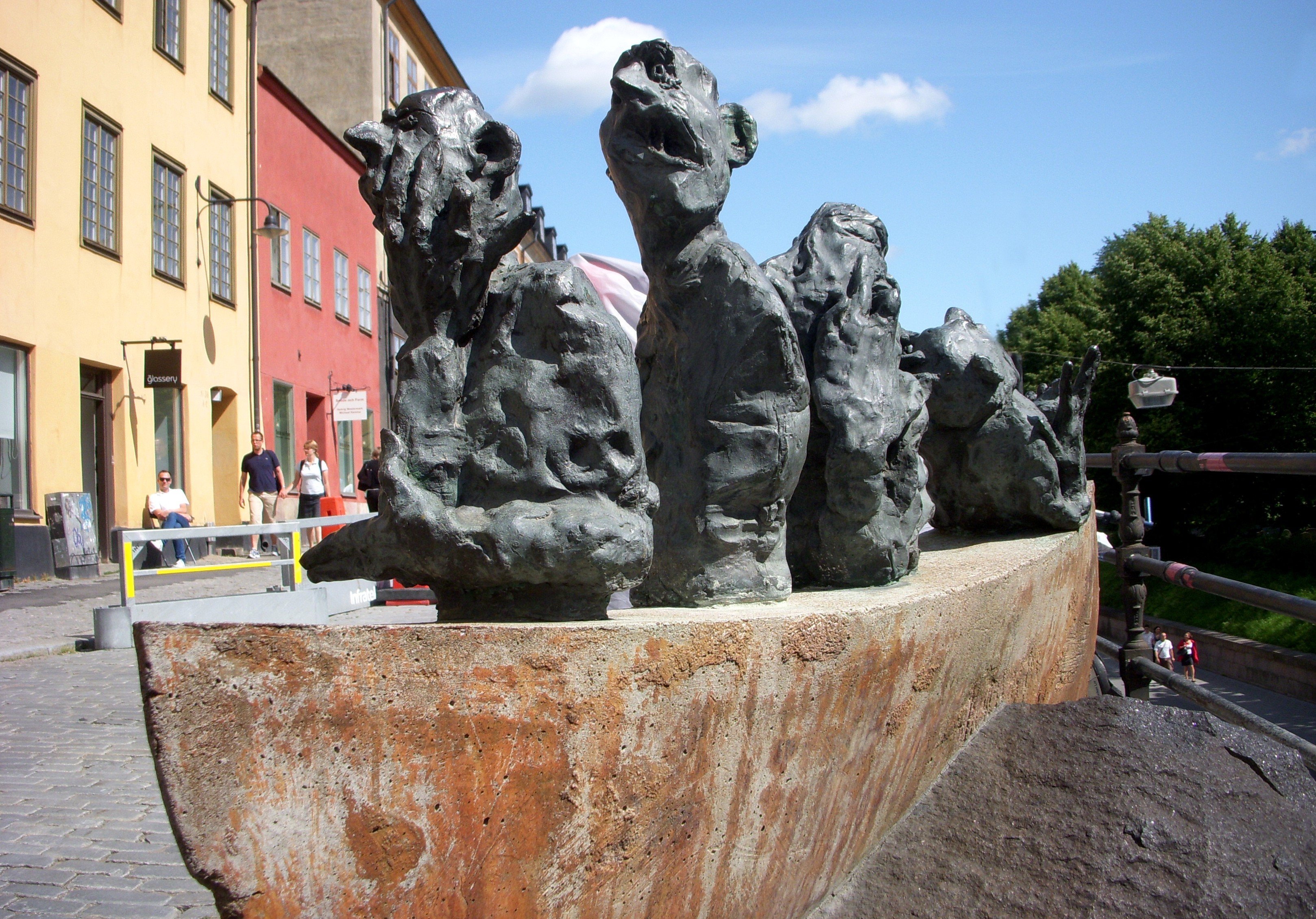
"Dårarnas båt" av Sture Collin

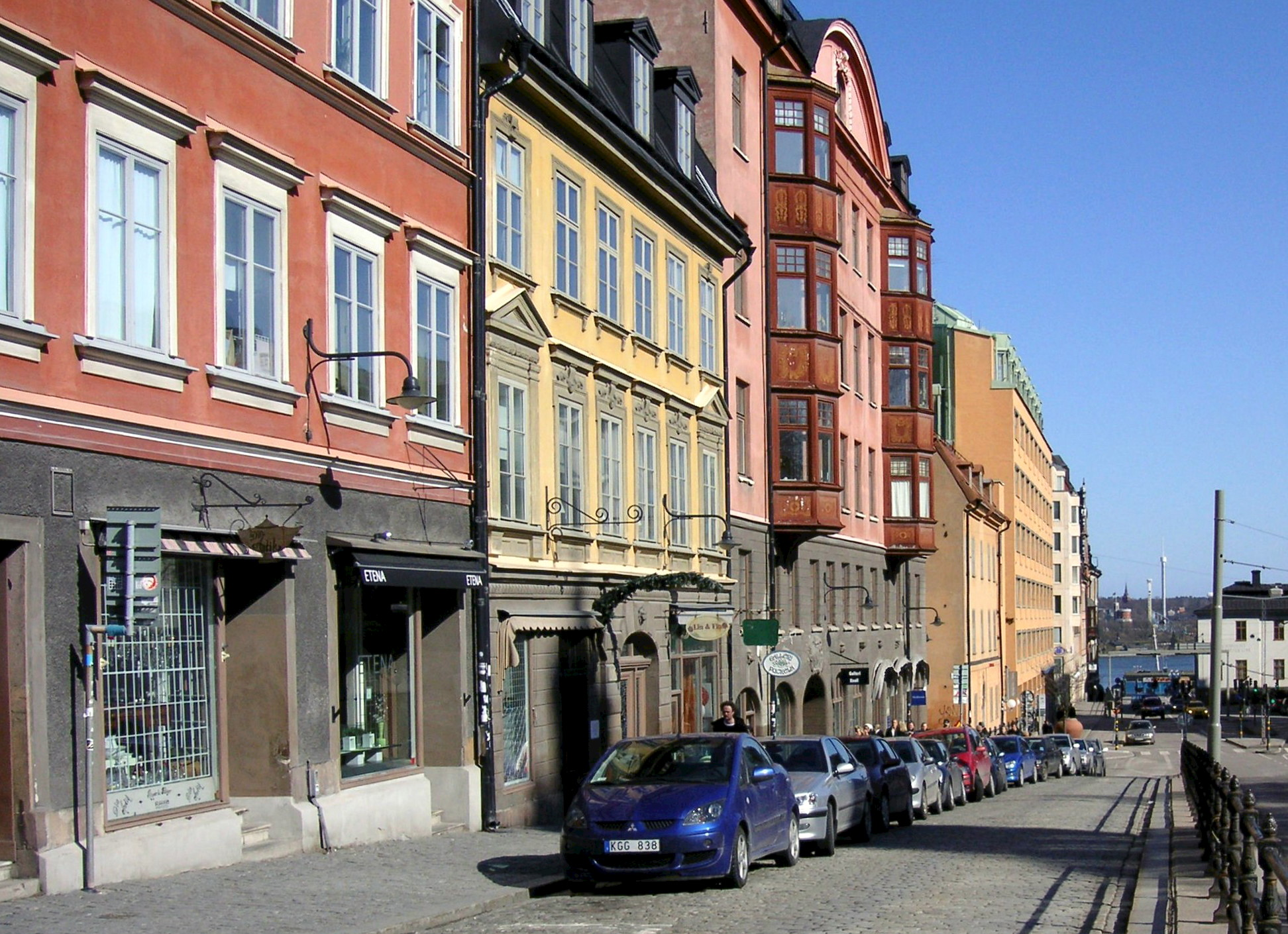
På Hornsgatspuckeln mot öst

Hornsgatspuckeln är resterna av den ursprungliga Hornsgatan, bredare än så var inte Hornsgatan förr. Spårvagnarna hade svårt att klara den branta backen och 1901 schaktade och sprängde man fram den nya Hornsgatan. Då försvann bland annat Bellmans födelsehus, den Daurerska malmgården, en del av Maria kyrkogård och all övrig bebyggelse längs södra gatusidan. På norra sidan bevarades husen och den ursprungliga Hornsgatan. 
Fram till 1960-talet förföll området kring norra delen av Hornsgatspucken och Mariaberget, och det fanns planer att riva stora delar av bebyggelsen. Så gjorde Stadsbyggnadskontoret och Stockholms stadsmuseum 1965 en inventering. Där "…framträdde inom östra delen av Mariaberget bilden av en på malmarna unik stenhusbebyggelse från 1700-talet av synnerligen stort kulturhistoriskt och arkitektoniskt intresse…". De nedgångna husen sanerades varsamt på 1970-talet och blev snabbt ett mycket omtyckt bostadsområde.
Idag är Hornsgatspuckeln en unik stadsmiljö med många K-märkta byggnader, innergårdar, gränder och gallerier. Galleriföreningen Puckeln består av tio konstgallerier, som arbetar för att bevara och främja Hornsgatspuckeln som ett konst- och kulturcentrum i Stockholm. Mitt på "puckeln" finns Sture Collins humoristiska skulptur Dårarnas båt. På puckeln östra del, i fastigheten Stenbocken 7 (Hornsgatan 26), har konsthantverkskollektivet Blås & Knåda sedan 1982 sitt galleri och sin butik.

## Historiska bilder

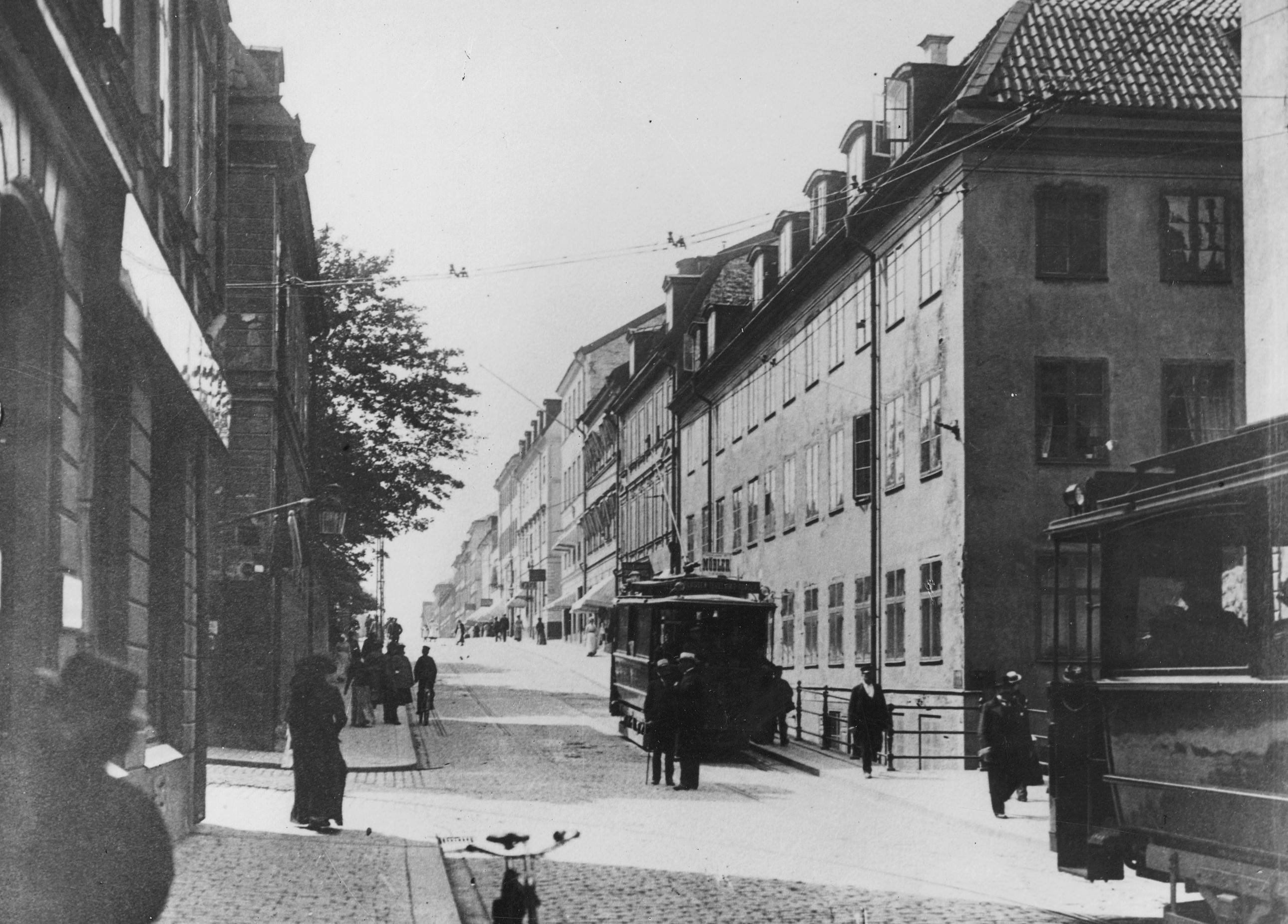
Hornsgatan västerut från Ragvaldsgatan (nuv. Pustegränd) före sänkningen omkring 1900.
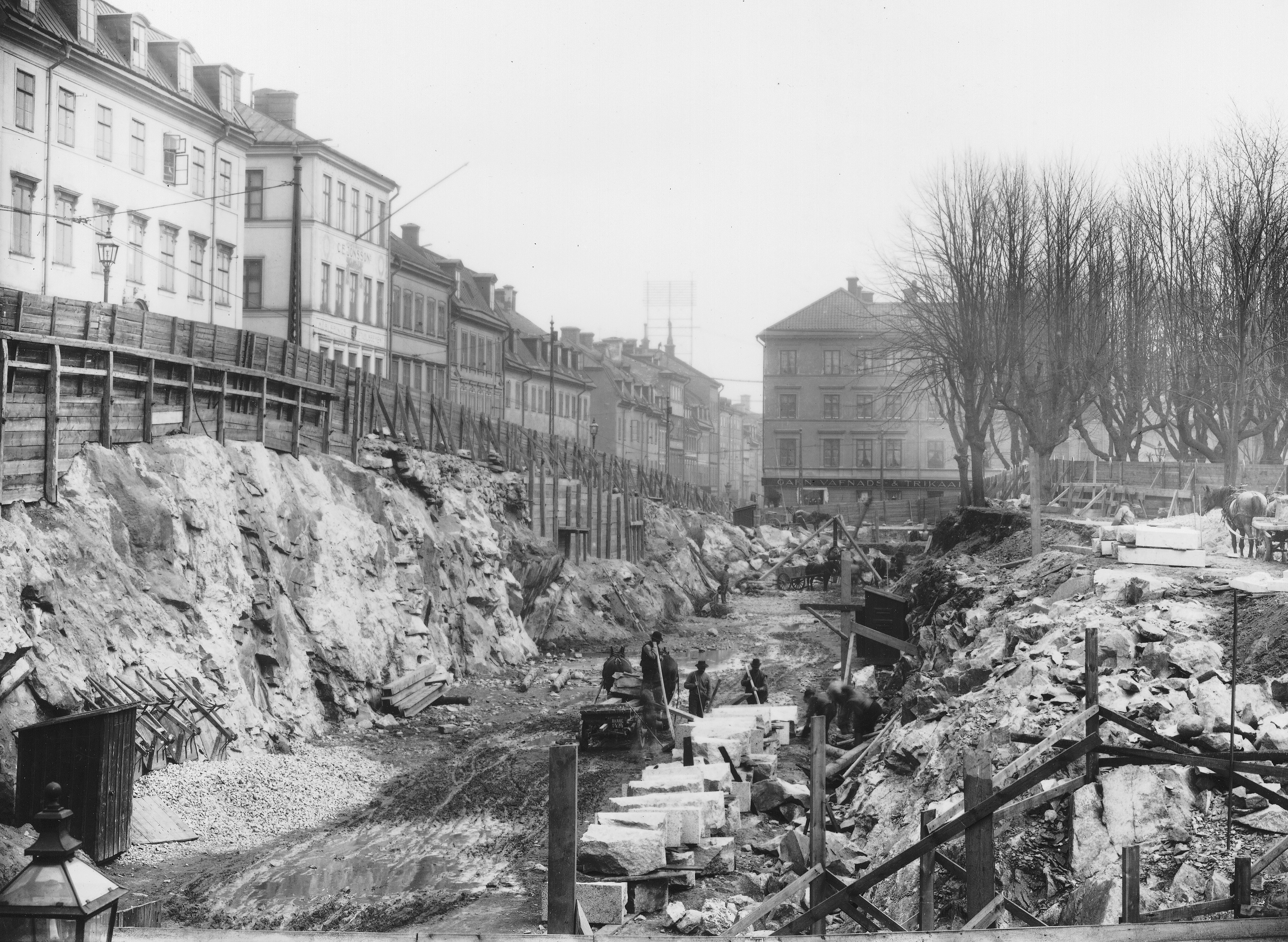
Sänkning och breddning av Hornsgatan vid Mariakyrkan, t.v. syns den blivande "puckeln"vy österut 1901.
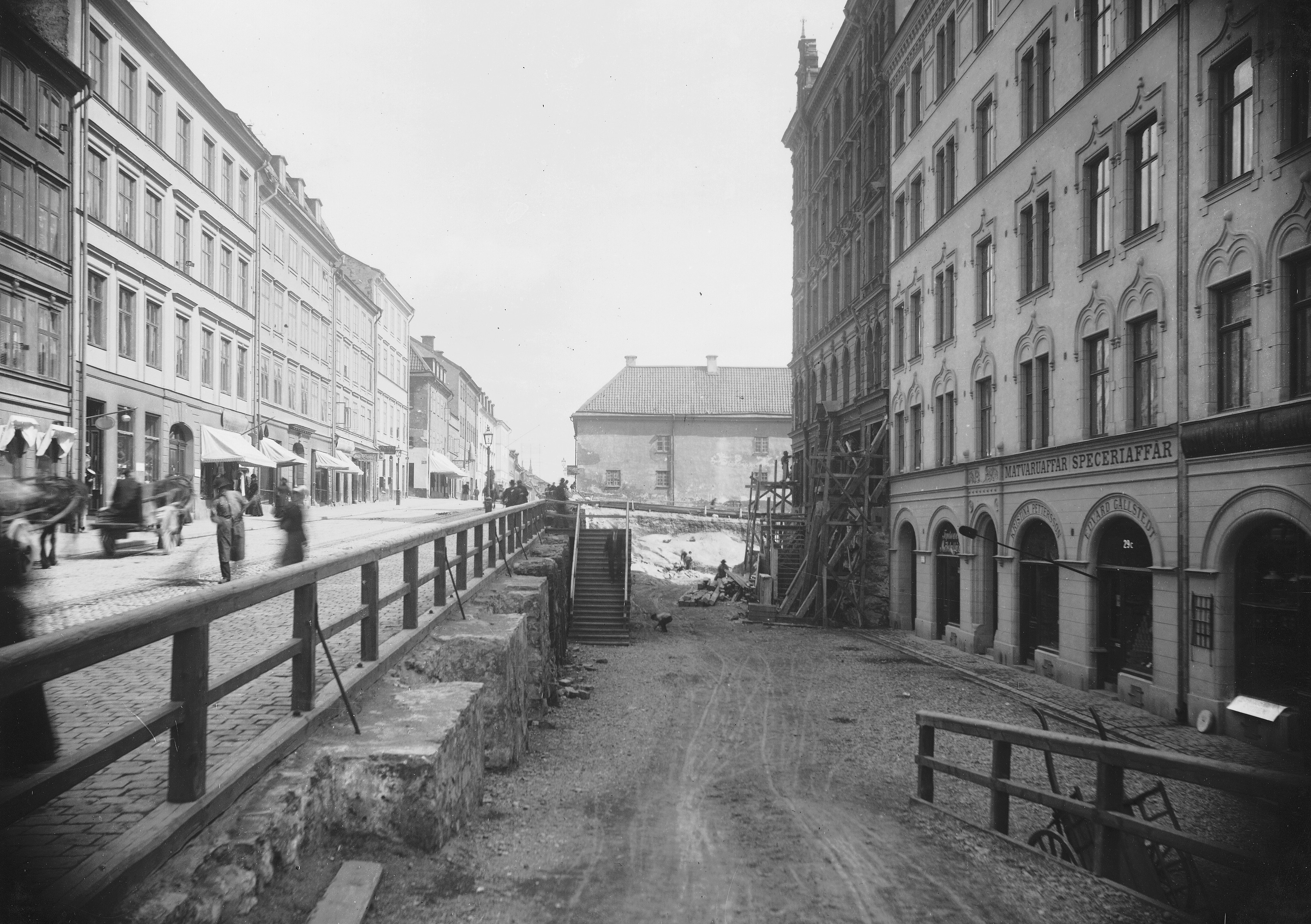
Hornsgatan vid den gamla backen, senare "Hornsgatspuckeln", vy österut 1901.
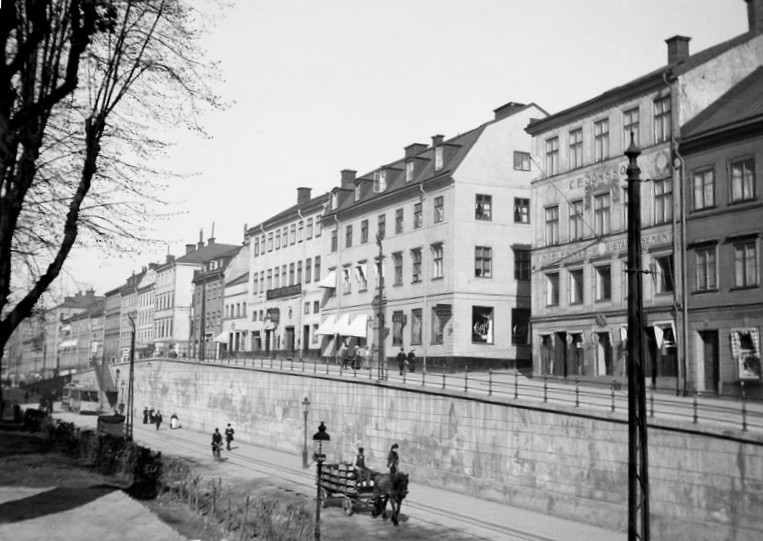
Hornsgatan 36-46 med Hornsgatspuckeln västerut efter sänkningen 1905.